# 香港2011年11月
- 11月6日，香港舉行第四屆區議會選舉。
- 11月11日，璇宮大廈命案。
- 11月18日，香港迪士尼樂園首個擴建主題園區反斗奇兵大本營開幕。
- 11月26日，唐英年宣佈正式參選2012年香港行政長官選舉。
- 11月27日，梁振英宣佈正式參選2012年香港行政長官選舉。
- 11月30日，旺角花園街發生香港14年來最嚴重火災，兩列排檔懷疑被人縱火，火舌波及旁邊的唐樓，消防處升為四級大火處理，大量濃煙攻入唐樓梯間，形成煙囪效應，多名住客逃生時不幸被濃煙焗暈，復遭燒死，釀成9死34傷慘劇。同日，中山紀念公園及屏山天水圍文化康樂大樓的暖水泳池完工啟用。